# Piosenki nastrojowe
Piosenki nastrojowe - debiutancka płyta Reny Rolskiej wydana w 1957 roku przez Polskie Nagrania, oraz Pronit. Album ukazał się w formie 10-calowej płyty gramofonowej.

## Lista utworów
Strona a:
1. Piosenka za dwa soldy (Carlo Donida - Andrzej Jarecki)
2. Zamyślona piosenka (Hanna Skalska - Kazimierz Szemioth)
3. Siedem dróżek (Franchini Cella Casioron - Czesław Kruszewski)
4. Codzienna piosenka (Zbigniew Kancler - Henryk Kotarski)

Strona b:
1. W świetle księżyca (Luna) (Brinitti - Henryk Kotarski)
2. Pewien uśmiech (Ryszard Sielicki - Janusz Odrowąż)
3. Marguerita (Henryk Klejne - Agnieszka Feill, Artur Tur)
4. Mon pays (Carlo Alberto Rossi - Henryk Kotarski)

## Charakterystyka albumu
Debiutancki album Reny Rolskiej to kompletne wydanie jej pierwszych nagrań płytowych zarejestrowanych w Studio Polskich Nagrań w Warszawie. Część piosenek na nim zawartych przed ukazaniem się całego albumu zostały wydane w formie singli na płytach szelakowych wydanych przez Polskie Nagrania, oraz Pronit w 1957 i 1958 roku.

## Płyty szelakowe z nagraniami z płytyPiosenki nastrojowe
Opracowano na podstawie materiału źródłowego.
- [1957] Muza 3244 - W świetle księżyca (Luna)[5]
- [1957] Muza 3245 - Piosenka za dwa soldy[6]
- [1958] Muza 3270 - Pewien uśmiech[7]
- [1958] Muza 3271 - Codzienna piosenka[8]
- [1958] Muza 3276 - Marguerita[9]

## Muzycy
- Rena Rolska - śpiew
- Zespół Instrumentalny - akompaniament
- Wiesław Machan - dyrekcja